# Gelbe Hainsimse
Die Gelbe Hainsimse (Luzula lutea), auch Goldsimse genannt, ist eine Pflanzenart aus der Gattung der Hainsimsen (Luzula) innerhalb der Familie der Binsengewächse (Juncaceae).

## Beschreibung

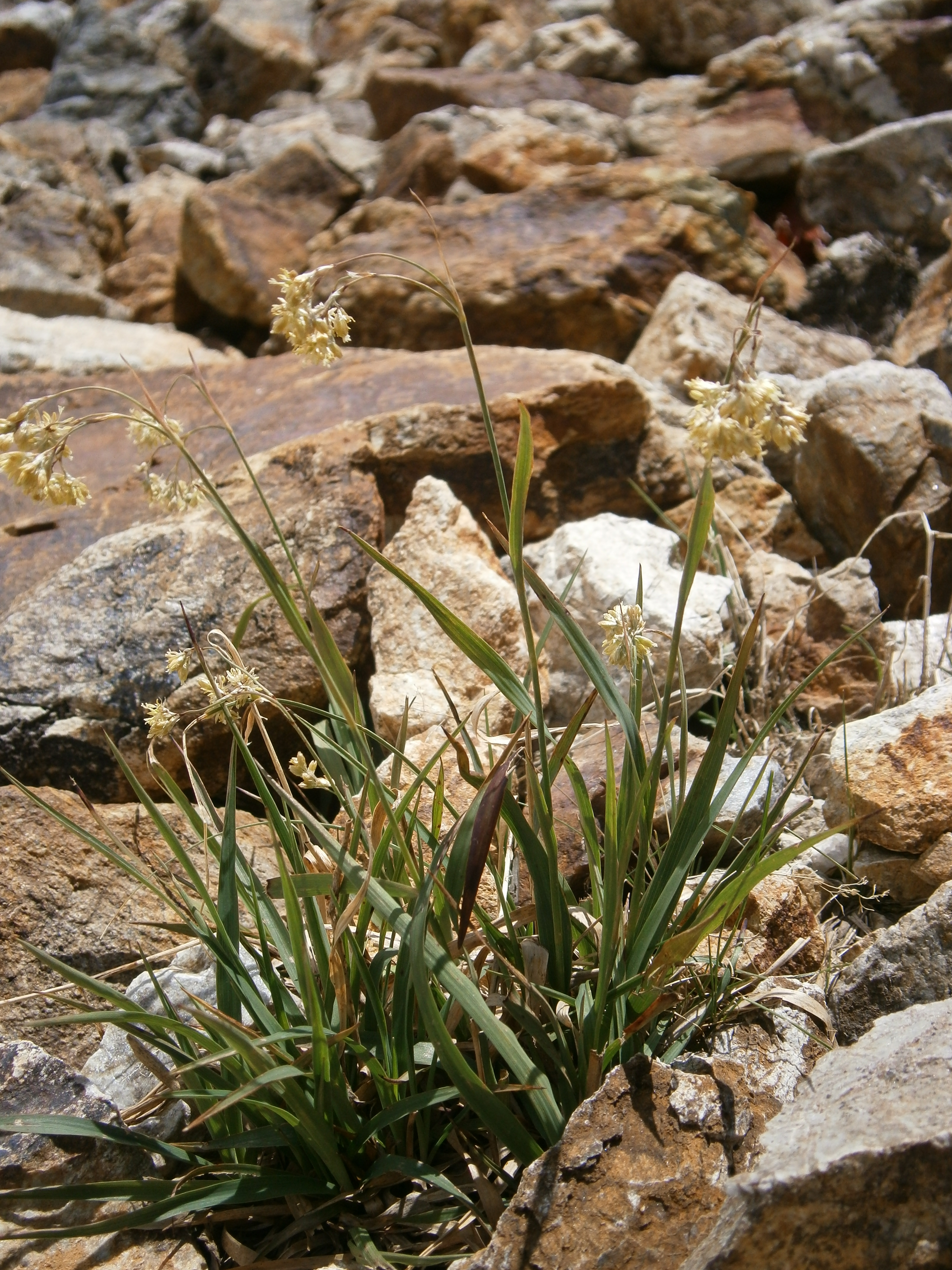
Habitus, Laubblätter und Blütenstände

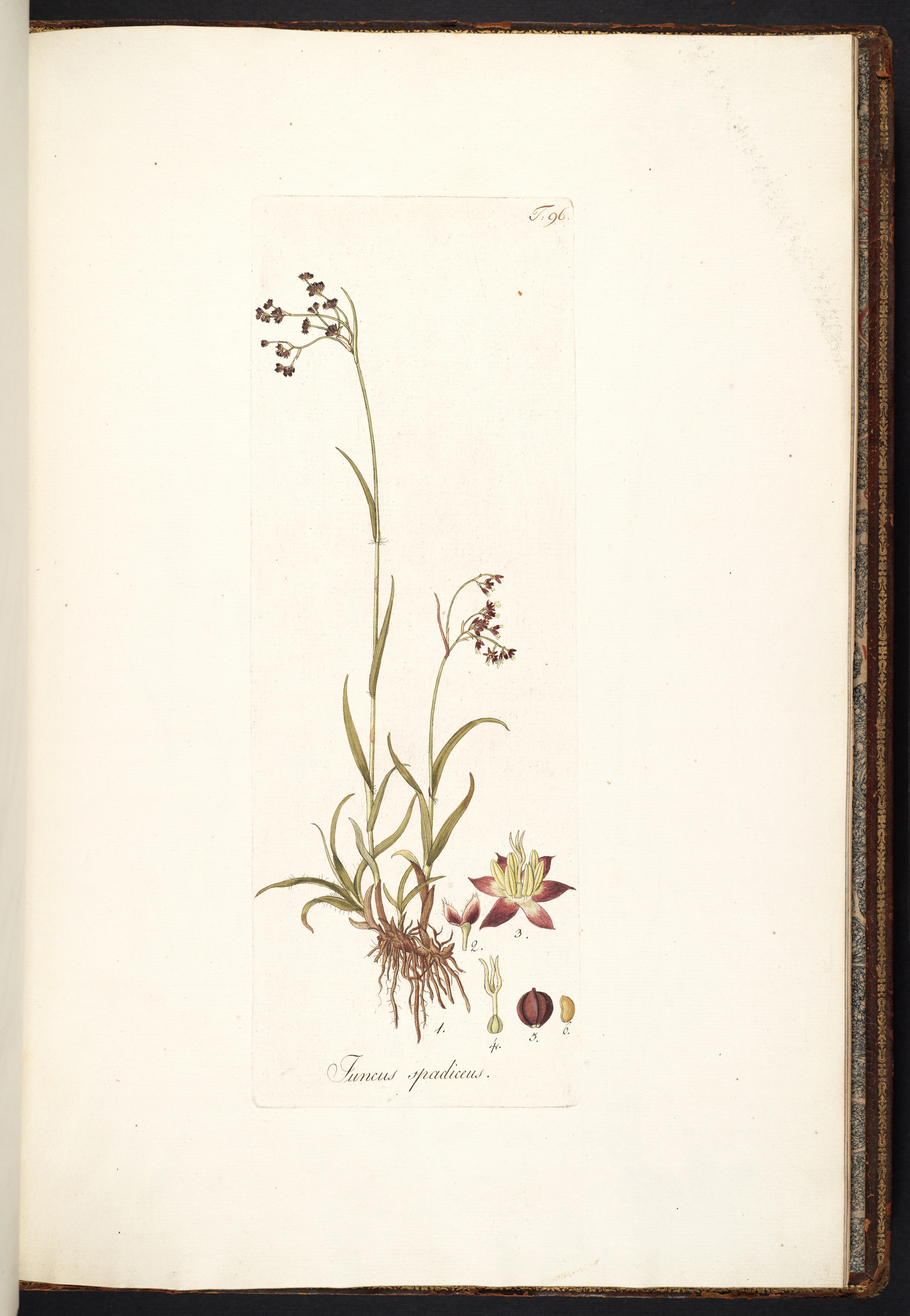
Illustration

### Vegetative Merkmale
Die Gelbe Hainsimse ist eine ausdauernde krautige Pflanze, die Wuchshöhen von 10 bis 20, selten bis zu 30 Zentimetern. Das Rhizom ist waagerecht kriechend, erreicht eine Länge von 8 Zentimetern und bildet selten Ausläufer. Die aufsteigenden oder aufrechten Stängel sind bei einem Durchmesser von 1 bis 1,5 Millimetern im Querschnitt rund und glatt, dick und bis zum oberen Ende beblättert. Die untersten Blätter sind auf braunrote Blattscheiden reduziert. Die folgenden Laubblätter haben eine enge, an der Mündung kaum gewimperte Blattscheide. Die Blattspreiten sind bei einer Länge von 4 bis 8 Zentimetern linealisch mit ziemlich rasch zugespitztem oberen Ende, flach und sind unterseits vielnervig und am Rand kahl oder sehr spärlich bewimpert.

### Generative Merkmale
Die Blütezeit reicht von Juli bis August. Der endständige, doldentraubige Blütenstand besitzt ziemlich dünne, zum Teil oft waagerecht abstehende Äste. Das Tragblatt des Blütenstands ist sehr kurz und meist braun oder rot. Die Vorblätter sind breit-eiförmig, häutig, an der Spitze meist gezähnelt und viel kürzer als die Blüten. Die Blüten sind kopfig gedrängt. Die gelben Blütenhüllblätter sind bei einer Länge von 2,5 bis 3 Millimetern eiförmig-lanzettlich bis lanzettlich mit spitzem oder stumpfem oberen Ende, aber mit Stachelspitze. Die äußeren Blütenhüllblätter sind manchmal etwas kürzer als die inneren und am Grund rot überlaufen. Die sechs Staubblätter sind etwa so lang wie die Blütenhüllblätter. Die Staubbeutel sind etwa so lang oder länger als die Staubfäden. Der Griffel ist länger als der Fruchtknoten und endet in aufrechten, grünlichen Narben.
Die kastanienbraune, glänzende Kapselfrucht ist bei einer Länge von 2,5 bis 3 Millimetern fast dreiseitig-kugelig und stachelspitzig. Die rost-braunen Samen sind etwa 1,5 Millimeter lang und haben ein unscheinbares Anhängsel.
Die Chromosomenzahl beträgt 2n = 12.

## Vorkommen
Die Gelbe Hainsimse kommt in europäischen Gebirgen in den Pyrenäen, in den Alpen und im Apennin vor. Sie hat Vorkommen in den Ländern Spanien, Frankreich, der Schweiz, Österreich und Italien. Sie fehlt in Deutschland, ist in der Schweiz ziemlich häufig und kommt in Österreich nur in Vorarlberg und im westlichen Tirol vor.
Sie gedeiht in der alpinen und subalpinen Höhenstufe auf sauren, trockenen, humosen, nährstoffarmen Silikatböden oft auf einer Rohhumusauflage. Sie kommt in Mitteleuropa in Höhenlagen von 1500 Meter bis 3000 Meter vor.
Pflanzensoziologisch ist sie eine Charakterart der Ordnung Caricetalia curvulae. Sie kommt oft in Krummseggenrasen (Caricetum curvulae) oder im Festucetum halleri vor.
Die ökologischen Zeigerwerte nach Landolt et al. 2010 sind in der Schweiz: Feuchtezahl F = 2 (mäßig trocken), Lichtzahl L = 4 (hell), Reaktionszahl R = 2 (sauer), Temperaturzahl T = 1+ (unter-alpin, supra-subalpin und ober-subalpin), Nährstoffzahl N = 2 (nährstoffarm), Kontinentalitätszahl K = 3 (subozeanisch bis subkontinental).

## Taxonomie
Die Erstveröffentlichung erfolgte 1785 unter dem Namen (Basionym) Juncus luteus durch Carlo Allioni in Flora Pedemontana sive Enumeratio Methodica Stirpium Indigenarum Pedemontii, Band 2, S. 216. Die Neukombination zu Luzula lutea  (All.) DC.  wurde 1805 durch Augustin-Pyrame de Candolle in Flore Française, ou Descriptions Succinctes de toutes les plantes qui croissent naturellement en France, 3. Auflage, Band 3, S. 159 veröffentlicht. Synonyme für Luzula lutea  (All.) DC.  sind: Juncus aureus Pourr. , Luzula aurea  (Pourr.) Timb.-Lagr. 